# Кантон (Міссісіпі)
Кантон (англ. Canton) — місто (англ. city) в США, в окрузі Медісон штату Міссісіпі. Населення — 10 948 осіб (2020).

## Географія
Кантон розташований за координатами 32°35′54″ пн. ш. 90°1′56″ зх. д. / 32.59833° пн. ш. 90.03222° зх. д. (32.598419, -90.032191).  За даними Бюро перепису населення США в 2010 році місто мало площу 55,71 км², з яких 55,00 км² — суходіл та 0,71 км² — водойми.

## Демографія
Згідно з переписом 2010 року, у місті мешкало 13 189 осіб у 4500 домогосподарствах у складі 3053 родин. Густота населення становила 237 осіб/км².  Було 4933 помешкання (89/км²).
Расовий склад населення:
| - 74,7 % — чорних або афроамериканців - 19,5 % — білих - 0,6 % — азіатів - 0,2 % — корінних американців - 0,1 % — вихідців з тихоокеанських островів - 4,2 % — осіб інших рас |

| Група                        | 2000.           | 2010.          |
| Білі американці              | 2.396 (18,6 %)  | 2.477 (18,8 %) |
| Афроамериканці               | 10.368 (80,3 %) | 9.850 (74,7 %) |
| Азіати                       | 26 (0,2 %)      | 81 (0,6 %)     |
| Вихідці з латинської америки | 56 (0,4 %)      | 726 (5,5 %)    |
| У загальній складності       | 12.911          | 13.189         |

До двох чи більше рас належало 0,8 %. Частка іспаномовних становила 5,5 % від усіх жителів.
За віковим діапазоном населення розподілялося таким чином: 27,5 % — особи молодші 18 років, 61,7 % — особи у віці 18—64 років, 10,8 % — особи у віці 65 років та старші. Медіана віку мешканця становила 31,5 року. На 100 осіб жіночої статі у місті припадало 96,9 чоловіків;  на 100 жінок у віці від 18 років та старших — 94,1 чоловіків також старших 18 років.
Середній дохід на одне домашнє господарство  становив 51 733 долари США (медіана — 39 910), а середній дохід на одну сім'ю — 55 398 доларів (медіана — 43 813). Медіана доходів становила 40 909 доларів для чоловіків та 31 911 долар для жінок. За межею бідності перебувало 26,7 % осіб, у тому числі 39,9 % дітей у віці до 18 років та 22,5 % осіб у віці 65 років та старших.
Цивільне працевлаштоване населення становило 5613 особи. Основні галузі зайнятості: освіта, охорона здоров'я та соціальна допомога — 23,1 %, виробництво — 18,4 %, роздрібна торгівля — 13,0 %, мистецтво, розваги та відпочинок — 9,9 %.